# Xia Huang
Xia Huang (chinesisch 夏煌, Pinyin Xià Huáng; geb. im Januar 1962 in Zhuozhou (Hebei)) ist ein chinesischer Diplomat, der sein Land in vielen Staaten als Botschafter vertreten hat. Seit 2019 ist er UN-Sondergesandter für die Großen Seen Afrikas.

## Herkunft und Ausbildung
Xia wurde 1962 in Zhuozhou in der nordostchinesischen Provinz Hebei geboren. Nach Ablegen einer Hochschuleingangsprüfung schrieb er sich 1980 für ein Studium an der China Foreign Affairs University in Peking ein, das er im August 1985 beendete. Anschließend absolvierte er ein Studium an der rechtswissenschaftlichen Fakultät der belgischen Universität Lüttich. Nach seinem Abschluss machte er ein Praktikum an der chinesischen Botschaft in Belgien.

## Karriere
Im Januar 1987 kehrte Xia nach China zurück und trat noch im selben Jahr in den diplomatischen Dienst ein. Im August 1990 wurde er als Attaché nach Gabun entsandt. In September 1996 erhielt er eine Zulassung für die französische École nationale d’administration (ENA), wo er 1998 graduierte. Danach arbeitete er im Übersetzungsbüro des chinesischen Außenministeriums.
Von 2002 bis 2007 war er Botschaftsrat an der chinesischen Vertretung in Frankreich. Dann arbeitete er für zwei Jahre im ständigen Kommunal-Komitee der Kommunistischen Partei Chinas (KPCh) für die Stadt Jiamusi in der nordostchinesischen Provinz Heilongjiang. In November 2009 wurde er zum chinesischen Botschafter im Niger ernannt. Dort war er bis Oktober 2012 tätig, als er in die gleiche Funktion an der Botschaft im Senegal wechselte. Von Oktober 2015 bis Mai 2015 war er als chinesischer Botschafter in der Demokratischen Republik Kongo tätig.
Im Januar 2019 wurde Xia Huang von UN-Generalsekretär António Guterres als Nachfolger des Algeriers Said Djinnit zum UN-Sondergesandten für die Region der Großen afrikanischen Seen ernannt. In vielen Staaten der Region wie Ruanda, Burundi, Uganda und Teilen der Demokratischen Republik Kongo war es nach der Unabhängigkeit zu Konflikten und Bürgerkriegen gekommen, die die Entwicklung für Jahrzehnte massiv in Frage stellten.

## Privatleben
Xia ist verheiratet und hat einen Sohn.